# Bassoles-Aulers

Bassoles-Aulers este o comună în departamentul Aisne din nordul Franței. În 1 ianuarie 2022 avea o populație de 130 de locuitori.